# バリー (DD-933)
バリー（USS Barry DD-933）はアメリカ海軍の駆逐艦。
フォレスト・シャーマン級駆逐艦の3番艦。艦名の由来はアメリカ独立戦争で活躍したジョン・バリー代将にちなむ。その名を持つ艦としてはベインブリッジ級駆逐艦2番艦、クレムソン級駆逐艦57番艦に次ぐ三代目である。

## 艦歴
1954年3月15日にメイン州バースのバス鉄工所にて起工。バリー提督の曾孫であるフランシス・ロジャース夫人を命名者として1955年10月1日に進水。1956年9月7日にマサチューセッツ州チャールズタウンのボストン海軍工廠で艦長アイザック・C・キッド・ジュニア中佐の下で就役した。
バリーは11月までボストン海軍工廠で艤装工事を行い12月まで新しい電子機器、対潜水艦装備、砲術システムをテストした。
1957年1月3日、ナラガンセット湾を出航しキューバのグアンタナモ湾に向かった。その後ジャマイカのキングストン、プエルトリコ、コロンビア、パナマのコロンなどを訪れた。その後2月26日にパナマ運河を通過、エクアドル、ペルー、チリを訪れた。パナマ運河を通った帰途に運河内で損傷し、3月29日にボストンに帰港した。ボストン海軍工廠での修理を終えて5月15日にはニューイングランド地方での任務につき、6月26日にはアイルランドのロスレア港に到着、その後フランスのサン・ナゼール、ポルトガルのリスボンを経て7月16日朝、ジブラルタルに到着した。アメリカ第6艦隊に合流し空母の護衛任務にも就いた。1957年8月、ロードアイランド州ニューポートに帰還した。9月26日にはドワイト・アイゼンハワー大統領を乗せた原子力潜水艦シーウルフの護衛任務に就いた。その後しばらくの間、ルーチン的な任務に従事したり対潜戦や空母フォレスタル、レイテの護衛任務など就いた。
1958年5月、地中海への任務に出発、6月6日にジブラルタル海峡を通過、6月20日にロードス島に到着、その後第6艦隊と行動を共にした。同年7月には空母サラトガとともに東地中海で行動した。その後同年10月14日にボストンに帰港、その後新しいソナーを設置した。
1960年6月6日、ヨーロッパに向けて出航し、イギリスのポーツマス、西ドイツのキールなどを訪問した。さらに7月にはオランダ、フィンランド、スウェーデン、デンマーク、ベルギーを訪問した。その後フランス、ポルトガルの潜水艦との合同訓練などを経て8月31日にニューポートへ帰港した。

### キューバ危機
キューバ危機当時、ジョン・F・ケネディ大統領はキューバの海上を封鎖することを発表した。その際バリーは他の艦艇と共に参加し、1962年11月9日までその任務についていた。

### ベトナム戦争
ベトナム戦争にも参加し、主にベトコンに対する5インチ（127mm）砲による砲撃を行った。

### 退役〜博物館船化
1982年11月2日に退役。1983年11月18日に、フィラデルフィア海軍造船所から曳航されてワシントン海軍工廠に到着した。1984年に必要な工事を施された後に博物館船バリーとして一般公開された。
1990年には50万人もバリーを訪れたが、同年以降入場者数がどんどんと減少し始め、2015年には1万人まで減少した。
更に修理費用に200万ドルもかかるのが決定打となりアメリカ海軍はバリーを廃棄することを決定した。
2016年5月7日にバリーはマストを切り落とされ曳航されてワシントン海軍工廠からフィラデルフィア海軍造船所の海軍不活性艦艇整備施設に到着し、そこからさらにワシントンへ曳航された。そこで保管され解体のため売却された。解体は2022年2月11日に完了した。

## 受賞歴
- 海外派兵章、4つ1958年レバノン危機
- 国土防衛従軍章、1961年1月1日から1974年8月14日まで
- 海軍遠征章、1961年12月1日から1961年12月16日まで、キューバ
- 海外派兵章、1962年10月24日から1962年11月1日、キューバ危機
- ベトナム戦争従軍記章、1965年11月27日から1965年12月30日まで
- ベトナム共和国戦役メダル、1965年12月1日から1965年12月31日まで
- 海軍殊勲部隊章、1970年10月7日から1970年10月18日、ヨルダン内戦